# Anne Brenon
Pour la commune, voir Brenon.
Annie Brenon, dite Anne Brenon, née le 14 novembre 1945 à Mâcon, est une archiviste, écrivaine et conservateur du patrimoine française. Elle est spécialiste du catharisme et vit en Ariège.

## Biographie
Élève de l'École nationale des chartes, elle y obtient en 1970 le diplôme d'archiviste paléographe grâce à une thèse intitulée « Les livres des Vaudois »,. Également diplômée en sciences religieuses de l’École pratique des hautes études,[réf. nécessaire]elle est la fondatrice de la revue Heresis, consacrée à l’étude du catharisme mais aussi à l’ensemble des hérésies médiévales.
De 1982 à 1998, elle a dirigé le Centre national d'études cathares René-Nelli à Carcassonne. Elle a été chargée de cours en histoire médiévale à l'université de Montpellier. Elle est membre de la Société des historiens médiévistes.[réf. nécessaire]
Auteur de nombreux ouvrages sur le catharisme,, elle est également l'auteure de romans sur le sujet. 

## Publications
- Le Vrai Visage du catharisme, Nouvelles Éditions Loubatières, 1990 - prix Notre Histoire
- Le Petit Livre aventureux des prénoms occitans au temps du catharisme, Loubatières, 1992
- Montségur (1244-1994) : mémoire d'hérétique, Loubatières, 1994
- Le Christianisme des bons hommes : message des cathares pour aujourd’hui, Éditions Le Foyer de l'âme, 1995  (en collaboration avec Pierre-Jean Ruff)
- Petit précis de catharisme, Éd. Loubatières, 1996
- Les Cathares : Pauvres du Christ ou apôtres de Satan ?, Éditions Gallimard, coll. « Découvertes Gallimard / Religions » (no 319), 1997 ; 2000
- Les Archipels cathares : dissidence chrétienne dans l’Europe médiévale, Cahors, Dire Édition, 1997. Réédité en 2003 par l’Hydre Éditions
- Les Cathares : une Église chrétienne au bûcher, Toulouse, Éditions Milan, coll. « Les Essentiels », 1998
- La Croisade albigeoise, Toulouse, Le Pérégrinateur, 1998.
- Jordane, petite fille cathare de Fanjeaux, Toulouse, Loubatières, 1999 (roman jeunesse)
- Le Dico des Cathares, Milan, coll. « les dicos essentiels Milan », 2000
- L'Impénitente, L'hiver du catharisme, T. 1, L'Hydre, 2001 (roman)
- Joan, petit berger de Montaillou, MSM, 2002 (roman jeunesse)
- Les Fils du malheur, L'hiver du catharisme, T. 2, L'Hydre, 2002 (roman)
- Les Femmes cathares, Éditions Perrin, coll. « Tempus », 2005
- Pèire Autier (1245-1310), le dernier des cathares, Éd. Perrin, 2006
- Le Choix hérétique, La Louve Éditions, 2006
- Les Cathares, Éditions Albin Michel, coll. « Spiritualités vivantes », 2007
- Cathares : la contre-enquête (avec Jean-Philippe de Tonnac), Albin Michel, 2008
- Les Mots du catharisme, 2010
- Petite histoire des cathares, 2018

## Distinctions
- Officier de l'ordre des Palmes académiques